# Triller TV
Triller TV (estilizado como TrillerTV, comercializado como TrillerTV impulsado por FITE, y anteriormente conocido como FITE) es un servicio de transmisión de video digital estadounidense con sede en Bulgaria, propiedad de Triller, Inc.
Triller TV se dedica a la programación relacionada con los deportes de combate (incluido boxeo, kickboxing, artes marciales mixtas, lucha libre profesional y lucha por sumisión). El servicio distribuye contenido gratuito, eventos de pago por evento y paquetes SVOD. En diciembre de 2023, el servicio cuenta con más de 8 millones de usuarios registrados en todo el mundo.
El contenido destacado de lucha libre profesional disponible en Triller TV incluye NWA All Access de National Wrestling Alliance (NWA), AEW Plus de All Elite Wrestling Snaptik IG (AEW), y Total Nonstop Action Wrestling (TNA), que cuenta con su propio servicio de streaming TNA+, entre otros paquetes de suscripción.

## Historia

### Como FITE

Logotipo FITE

Fundada en 2012, Flipps Media y su aplicación homónima se enfocaron en la transmisión de contenido en línea, incluyendo entretenimiento y eventos deportivos. El 4 de enero de 2015, Flipps transmitió la presentación de Global Force Wrestling del evento Wrestle Kingdom 9 de New Japan Pro-Wrestling.
El 9 de febrero de 2016, Flipps Media lanzó FITE (también conocido como FITE TV), una plataforma de transmisión dedicada a deportes de combate.
En abril de 2020, fue introducida una nueva alternativa de suscripción mensual denominada FITE+, la cual ofrece acceso a eventos en vivo de pago por evento y a archivos previos de diversas promociones de deportes de combate.
En octubre de 2020, FITE inició la incorporación de cobertura de eventos de fútbol al adquirir los derechos de transmisión de las eliminatorias de la CONMEBOL para la Copa Mundial de la FIFA 2022.
El 14 de abril de 2021, Triller, Inc. adquirió el servicio por una cantidad no revelada, justo antes del primer evento de Triller Fight Club, que destacará el enfrentamiento de boxeo entre Jake Paul y Ben Askren.
En 2021, FITE inició la transmisión de eventos de lucha profesional después de que Third Coast Grappling se mudara a la plataforma desde FloGrappling. En enero de 2023, se anunció que la promoción de lucha profesional con sede en América del Norte, Fight 2 Win, abandonaría FloGrappling y había firmado un contrato exclusivo de dos años con FITE.
En febrero de 2023, FITE anunció la inclusión de todos los eventos del Bare Knuckle Fighting Championship (BKFC) en FITE+. Los eventos previos de BKFC se habían presentado como eventos de pago por evento independientes en el servicio. Triller adquirió una participación mayoritaria en la promoción el año anterior.
El 2 de mayo de 2023, FITE anunció una nueva asociación con Major League Wrestling (MLW) para transmitir eventos en vivo a través de FITE+, siendo su primer evento MLW Never Say Never el 8 de julio de ese año.
El 30 de junio de 2023, el Torneo Colosseum fue relanzado en FITE después de una pausa de cuatro años.

### Como Triller TV
En diciembre de 2023, FITE cambió su nombre a Triller TV para alinearse de manera más estrecha con su empresa matriz.